# خلدون المالح
خلدون المالح (17 يوليو 1938 - 25 أبريل 2016) مخرج ومنتج سوري من مواليد دمشق، وهو يعتبر من كبار وأوائل المخرجين التلفزيونيين في سوريا. انتسب لنقابة الفنانين في 14 أغسطس 1968، وكان من أوائل المنتسبين لها.
أنتج وأخرج أوائل مسلسلات دريد لحام ومنها مقالب غوار، حمام الهنا، صح النوم (جزئين) ملح وسكر، وكذلك مسرحياته ضيعة تشرين وكاسك يا وطن وغربة.
وقد أخرج مسلسل وادي المسك قصة محمد الماغوط وبطولة دريد لحام وقد أخرج وأنتج مسلسل الجمل وحصل بفضله على الجائزة الأولى للدراما في مهرجان القاهرة للإذاعة والتليفزيون.

## الأعمال
- مسلسل مقالب غوار (1968)
- مسلسل صح النوم (1972)
- مسرحية ضيعة تشرين (1974)
- فيلم صح النوم (1975)
- مسرحية غربة (1976)
- مسرحية كاسك يا وطن (1979)
- مسلسل ملح وسكر (1979)
- مسلسل وين الغلط (1979)
- مسلسل وادي المسك (1982)
- مسلسل الجمل (1999)

## وفاته
توفي يوم الثلاثاء 25 أبريل 2016 بأحد مستشفيات مدينة لوس أنجلوس في الولايات المتحدة الأمريكية بعد صراع طويل مع مرض السرطان عن عمر يناهز 77 سنة.

## روابط خارجية
- خلدون المالح على موقع IMDb (الإنجليزية)
- خلدون المالح على موقع قاعدة بيانات الأفلام العربية